# Prawa akcjonariuszy
Prawa akcjonariuszy obejmują zbiór dyrektyw postępowania dotyczących akcjonariuszy spółki. Prawa i obowiązki akcjonariuszy oraz określenie stosunków pomiędzy pojedynczymi akcjonariuszami są zawarte w kodeksie spółek handlowych oraz statucie spółki.
Na podstawie prawa handlowego prawa wynikające z akcji można podzielić na dwie podstawowe kategorie:
- majątkowe, do których zalicza się 
  - prawo do udziału w zyskach spółki, czyli prawo do dywidendy,
  - prawo do akcji nowej emisji, które dają dotychczasowym akcjonariuszom spółki pierwszeństwo w obejmowaniu nowych akcji,
  - prawo do części majątku w przypadku likwidacji spółki,

- korporacyjne, które obejmują: 
  - prawo do uczestnictwa w spółce akcyjnej,
  - prawo do uczestnictwa w walnym zgromadzeniu akcjonariuszy i współdecydowania w sprawach, które są przedmiotem obrad,
  - bierne prawo wyborcze organów spółki,
  - prawo mniejszościowe,
  - prawo do wyboru poszczególnych członków rady nadzorczej lub komisji rewizyjnej.